# Lenda de Trentren Vilu e Caicai Vilu
A Lenda de Treng Treng Vilú(Xén Xén, Ten Ten, Theg theg ou Xeg Xeg, Vilú ou Filú)e Kay Kay Vilú (Koykoy, Coycoy, Vilú ou Filú) é um mito diluviano da cultura Mapuche. A Lenda fala de como Kaykay Vilú, a serpente do mar, irritado com os humanos fez o mar inundar a terra e como Treng Treng, salvou a humanidade da inundação. A história de Treng Treng Vilú e Kaykay Vilú  foi documentada já em 1606 pelo jesuíta Diego de Rosales em sua História General de el Reino de Chile.
O Epew (narrativa lendária em Mapudungum) explica como o arquipélago de Chilóe e as montanhas do sul do Chile vieram a ter sua geografia única. A lenda também explica a formação dos Tenten, morros que os mapuche consideram sagrados, e que estão presentes em muitas províncias, onde se diz que os humanos teriam subido para sobreviver ao dilúvio.
O mito está presente na cultura mapuche da atualidade  e é conhecido em todo o território Mapuche.A lenda  esclarece pontos importantes da cultura Mapuche, como origem do povo mapuche e a origem do ritual do guillatun.Também explica a nomeação de algumas famílias Mapuche que levam o nome de criaturas marinhas.
Alguns autores propõe uma origem externa do mito, apontando uma possível assimilação da cultura de povos vizinhos pelos mapuche. Alberto Rivera propõe uma possível origem Chono ou Cunco para o mito.
Algumas versões dão a Treng Treng e Kay Kay Vilú a forma de lagartos.

## O Mito
A lenda conta que um homem pobre e simples apareceu entre os mapuche alertando sobre a grande inundação que ocorreria, mas que estes não o escutaram. Alternativamente, o próprio Treng Treng teria avisado aos mapuche dos acontecimentos e que eles deveriam subir para as colinas para escapar do dilúvio.
Depois de acordar de um longo sono a serpente marinha Kaykay se indignou com a ingratidão dos homens e quis destruí-los. Agitando sua cauda em forma de peixe, Kaykay criou um maremoto que inundou a terra.
Para se salvar os humanos subiram os montes. Quando não podiam mais subir escutaram o grito "Treng Treng",  a serpente da terra que vinha em seu auxílio. Com o seu grito, Treng Treng fazia subir a terra. Assim começou a batalha, enquanto Kaykay sibilava e subia os mares, Treng Treng sibilava e subia a terra.  Kakay continuou a gritar e a fazer subir as águas e Trentren, a responder elevando a terra, de tal modo que os Mapuche tiveram que cobrir a cabeça  com callanas(panelas) para não morrerem queimados pelo sol. Entretanto, por estarem muito perto do sol muitos morreram e vários ficaram calvos.
Muitos humanos não conseguiram se salvar da elevação das águas. Os que se afogaram foram transformados por Treng Treng em peixes, criaturas marinhas e rochas. Padre Rosales afirma que estes humanos transformados  mais tarde tiveram relações com os mapuche dando origem às famílias que levam nomes de criaturas aquáticas como baleia, lobo marinho, peixe espada, etc. Treng Treng também teria salvo um humano o transformando em Cahuelche.
Por fim, Treng Treng venceu Kaykay, que derrotado voltou ao mar
O número de sobreviventes varia de acordo com a versão da lenda. Algumas versões sustentam que houve quatro sobreviventes, outras versões sustentam que apenas um casal sobreviveu. Este casal teve quatro filhos, um dos quais foi sacrificado e esquartejado em quatro partes e lançando-as ao mar para acalmar a ira de Kay Kay, este teria sido o primeiro guilatun. De toda forma, esses sobreviventes seriam os lituche ( em mapundungun, os princípios das gerações dos homens).  

## Antü e Peripillan
Algumas fontes destacam a característica dualista fortemente presente na cultura Mapuche e no mito das serpentes da água e da terra. Segundo os Mapuche, essas serpentes eram originalmente filhas dos dois grandes pillans, Antü e Peripillan que foram convertidos em suas formas animais como punição. O filho de Peripillán se transformou na serpente marinha Caicai e o filho de Antu se transformou na serpente terrestre, protetora dos homens, Trentren. E assim como Antu e Peripillán são inimigos, também o são Treng Treng e Kay Kay.

## Coycoy
Na língua mapundungun, o vocábulo Co designa água. Coy é o nome dado a seres marinhhos como o Ngenko, o Pincoy, a Pincoya. O nome Kaykay ou Koykoy estaria então relacionado à característica marítima da criatura. Alberto Trivera propõe que Kaykay pode ter sido uma divindade importante na cultura chono 

## Ténten
Tentén também é o nome dado pelos Mapuche às colinas que teriam sido usadas para escapar das águas do dilúvio causado por Kaykay. Segundo os Mapuche, Ten ten teria avisado aos humanos que subissem determinadas colinas para escapar da ira Kaykay. Essas colinas seriam partes do corpo de Tentén Vilú, ou sua ruka(casa).
Os morros Tenten geralmente apresentam três picos e os Mapuche os consideram insubmergíveis e por muito tempo os Mapuche continuaram se abrigando em sua nestes morros em casos de catástrofes naturais, como terremotos. O mirador Tenten na cidade Castro, no Chile, seria um desses pontos.
Algumas versões da lenda dizem que Treng treng possui asas vermelhas

## Chiloé
Segundo os Mapuche, a formação do arquipélago de Chiloé também teria acontecido durante essa batalha entre Treng Treng e KaiKai Vilú.